# Villa Habsburg

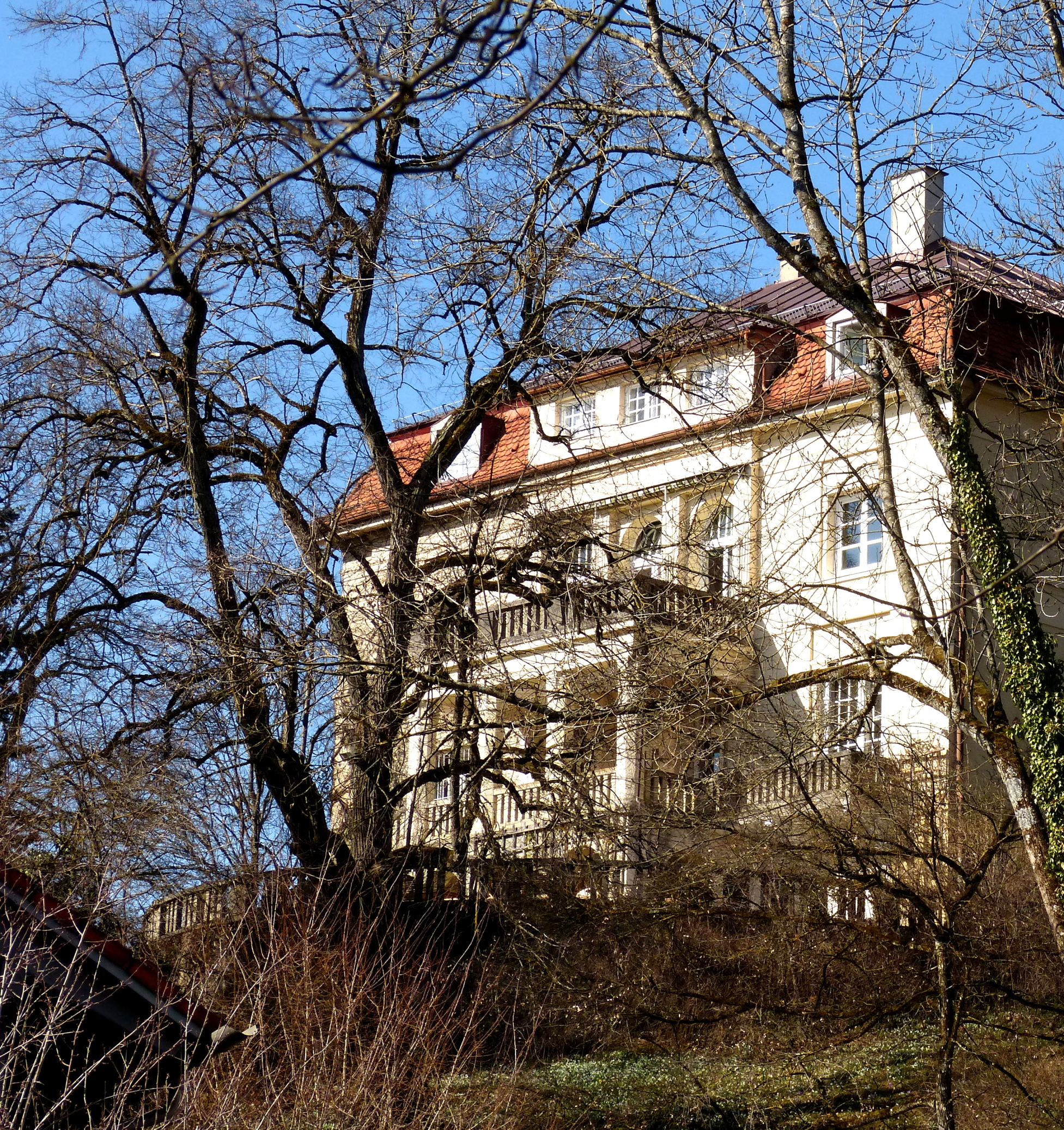
Villa Habsburg

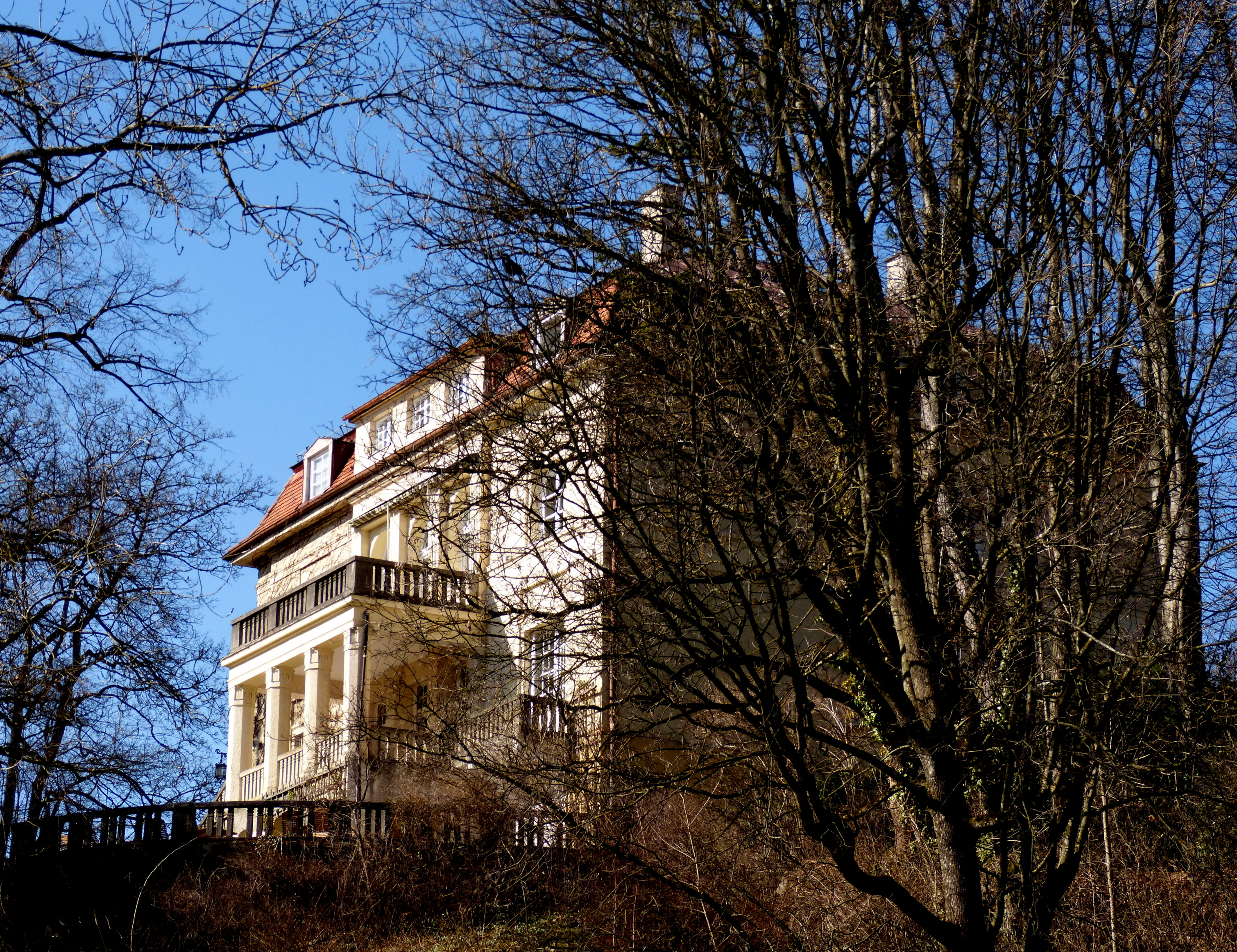
Villa Habsburg

Villa Habsburg oder Villa Austria ist eine 1901 erbaute und 1922 erweiterte Villa in Pöcking, die von 1954 bis 2011 von Otto von Habsburg bewohnt wurde. Der denkmalgeschützte Bau befindet sich in der Hindenburgstraße 15.

## Bau 1901 und Umbau 1922
Der Hofkapellmeister Hugo Röhr und seine Frau, die Sopranistin Sophie Röhr-Brajnin, beauftragten 1901 Hofbaurat Eugen Drollinger, ein Landhaus zu planen. Die Opernsängerin betrieb hier eine Gesangsschule für junge Damen, die zur Untermiete bei Einheimischen wohnten.
1922 ließ die neue Eigentümerin Hedwig Schmid, die durch Öl-Aktien zu Reichtum gekommen war, das Anwesen umfassend umbauen und erweitern. Es entstand eine symmetrische neoklassizistische Villa mit Mansarddach und Söller vor der Fassade.

## Otto von Habsburg 1954–2011
Otto und seine Frau Regina von Habsburg erwarben 1954 die Villa auf dem sogenannten Pesthügel;  sie wurde nun auch Villa Austria genannt. Bis zu seinem Tod 2011 wohnten sie hier. Danach stand das Gebäude drei Jahre leer.

## Vermietung seit 2014
2014 wurde die Villa an eine Firma vermietet, sie blieb im Eigentum der Habsburg-Familie.
Ende 2021 wurde sie für 7500 Euro Kaltmiete angeboten. In der fünfstöckigen Villa mit 19 Zimmern sind einige originale Holzvertäfelungen und Kronleuchter erhalten.
Das Anwesen ist von der Hindenburgstraße aus nicht zu sehen. Eine Auffahrtsallee führt über das rund 6000 Quadratmeter große Grundstück zum Gebäude. Der Bau ist auf einer Hügelkuppe gelegen und bietet einen Aussichtspunkt über den Starnberger See.
Seit 2022 ist sie Sitz der Parmenides Foundation.